# کفیر آب

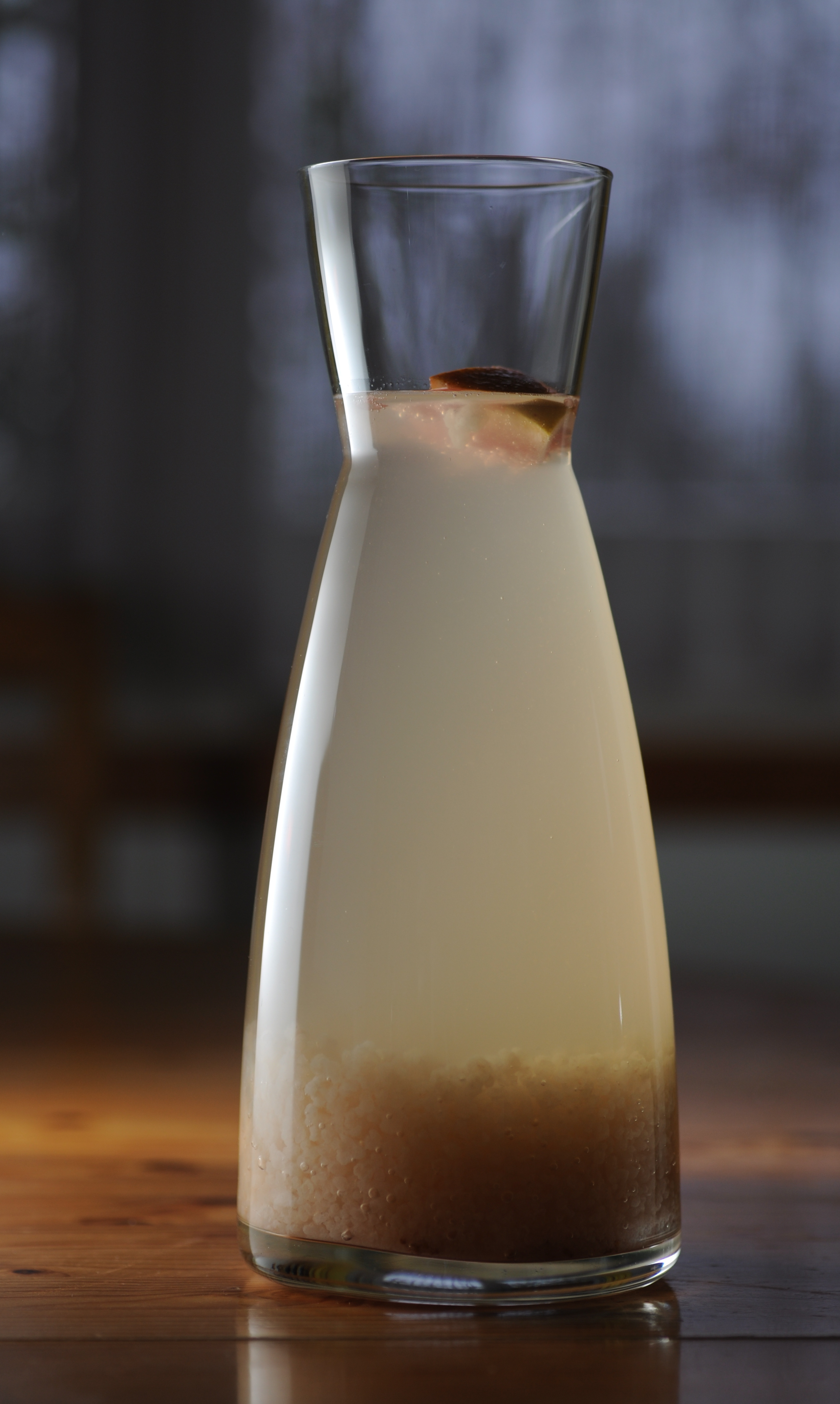
کفیرآب پس از ۲ روز تخمیر، با دانه های بلور کفیر در پایین و یک قطعه شناور از پوست گریپ فروت

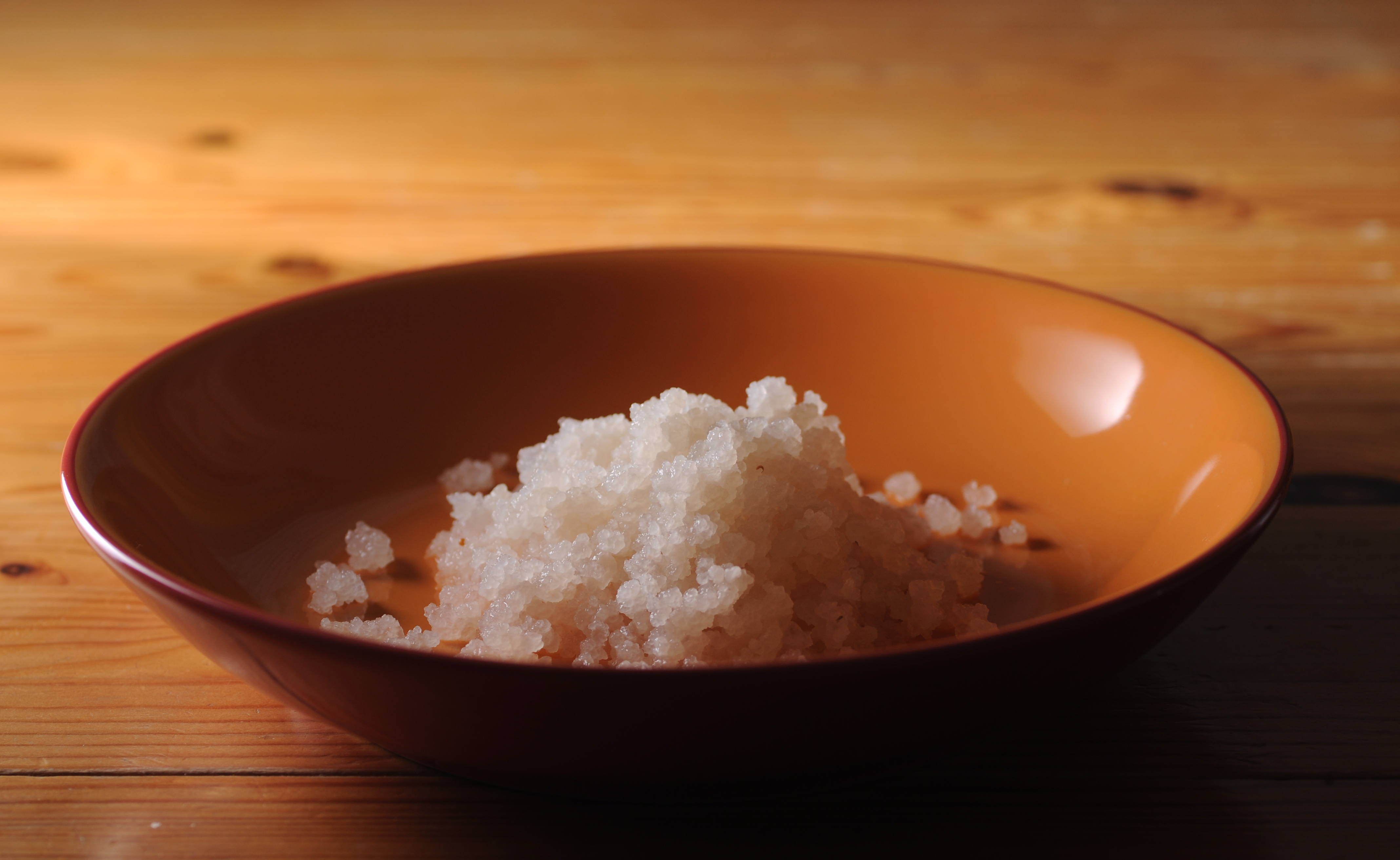
دانه بلوری کفیر با اندازه میانگین ۵ میلیمتر

کفیر آب  بلورهای دارای اندازه متوسط در حدود ۵ میلی‌متر است که در خانه به صورت کشت در آب و با افزودن شکر (۲ قاشق خوراک خوری برای هر لیتر) و میوه‌های خشک (به عنوان یک منبع نیتروژن، مانند انجیر و کشمش) کشت داده می‌شوند و پس از هر بار تخمیر ۲۴ تا ۴۸ ساعت، بلورها را با با آبکش غیرفلزی شسته و دوباره در تنگ آب و با افزودن شکر و جند دانه میوه خشک کشت داده می‌شوند.

## سودمندی‌ها
مصرف کفیر آّب بر روی حرکت روده، سهولت در هضم، تقویت ایمنی، کاهش شدت و مدت اسهال، اختلال خواب، افسردگی و اختلالات زیاد فکری مؤثر می‌باشد و به بازسازی فلور میکروبی غشاهای مخاطی سراسر دستگاه گوارش کمک می‌کند.

## طرز تهیه
کفیر آب (Water kefir) با استفاده از شکر  ، آب میوه یا آب نارگیل تهیه می شود. کفیر آب برای تخمیر اغلب نیاز به یک استارتر دارد. شما می توانید از کفیر کشت داده شده و یا دانه کفیر آبی بسته به اینکه چند وقت یکبار می خواهید نوشیدنی کفیر آبی تهیه کنید استفاده کنید.

## طعم و مزه
کفیر شیر مزه دوغ خوشمزه را دارد.البته طعم و مزه اش به خصوص بوده و با توجه به نوع شیر و سطح تخمیر متفاوت می باشد.در صورت تخمیر کامل می توان طعم عالی ترش و گازدار بودنش را حس کنید در صورتی که تخمیر کوتاه مدت دارای عطر و طعم ملایم تری می باشد ولی کفیر آبی مزه ای شیرین با عطر و طعم کمی تخمیر شده دارد و به نسبت از کفیر شیر خوشمزه تر می باشد.

## نگهداری
دانه‌های کفیرآّب دارای خاصیت دائمی رشد و تکثیر هستند تا جمعیت آنها همیشه ثابت و پایدار بماند. ترکیبات دانه‌های کفیر به چند چیز حساس می‌باشند که در صورت تماس با آن‌ها از بین رفته یا جمعیتشان کاهش می‌یابد:
1. فلزات (قرار گرفتن در مجاورت فلزات آن‌ها را مضمحل می‌کند)
2. نور (این میکروارگانیسم‌ها جهت تکثیر و عمل‌کرد مناسب نیاز به تاریکی دارند)
3. هرگونه مواد پادزیست (حتی کلر موجود در آب لوله کشی شهری روی آن‌ها تأثیر منفی دارد)
4. حرارت (دمای بالا تأثیر منفی بر آن‌ها گذاشته و به سرحد داغی که برسد آن‌ها را از بین می‌برد)